# Северодонецкий городской совет
 Северодонецкий городской совет — административно-территориальная единица в Луганской области Украины c центром в городе Северодонецк. Входит в состав Лисичанско-Северодонецкой агломерации. Северодонецкому городскому совету подчинены 4 посёлка городского типа, 3 посёлка и 3 села. Население — 113 616 чел. (2019), в том числе городское — 103 479 жителей, сельское — 1 156 жителей.

## Состав
Северодонецкий городской совет — 113 616 чел.
- город Северодонецк — 103 479 чел.
- пгт Боровское — 5749 чел.
- пгт Сиротино — 1605 чел.
- пгт Вороново — 842 чел.
- пгт Метёлкино — 785 чел.
- Сельское население — 1 156 чел.

## Экономика
Предприятия химической, приборостроительной, пищевой, транспортной, топливодобывающей, электроэнергетической, металлургической промышленностей и производства стройматериалов.